# Chevrolet Seeker

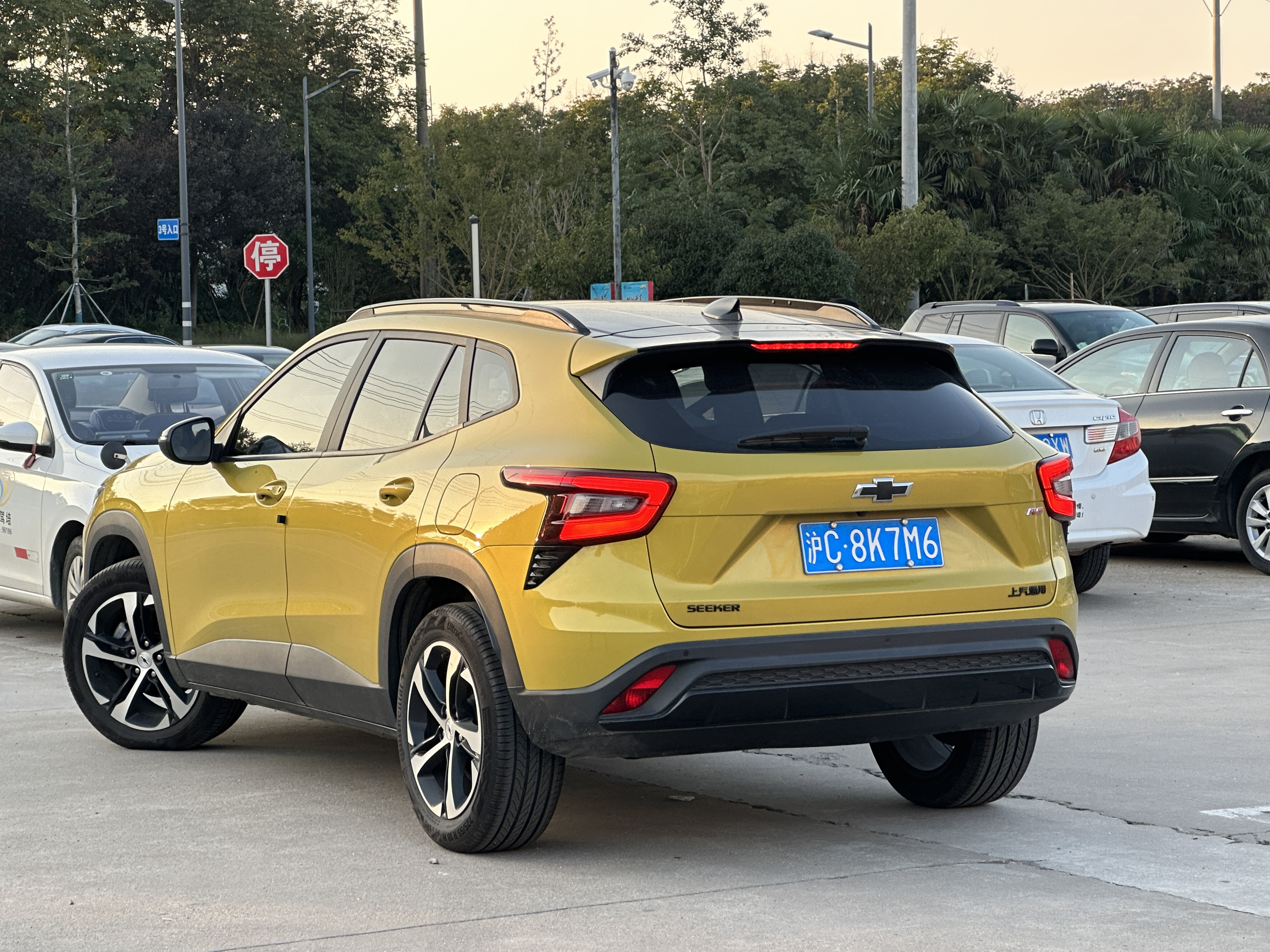
Heckansicht

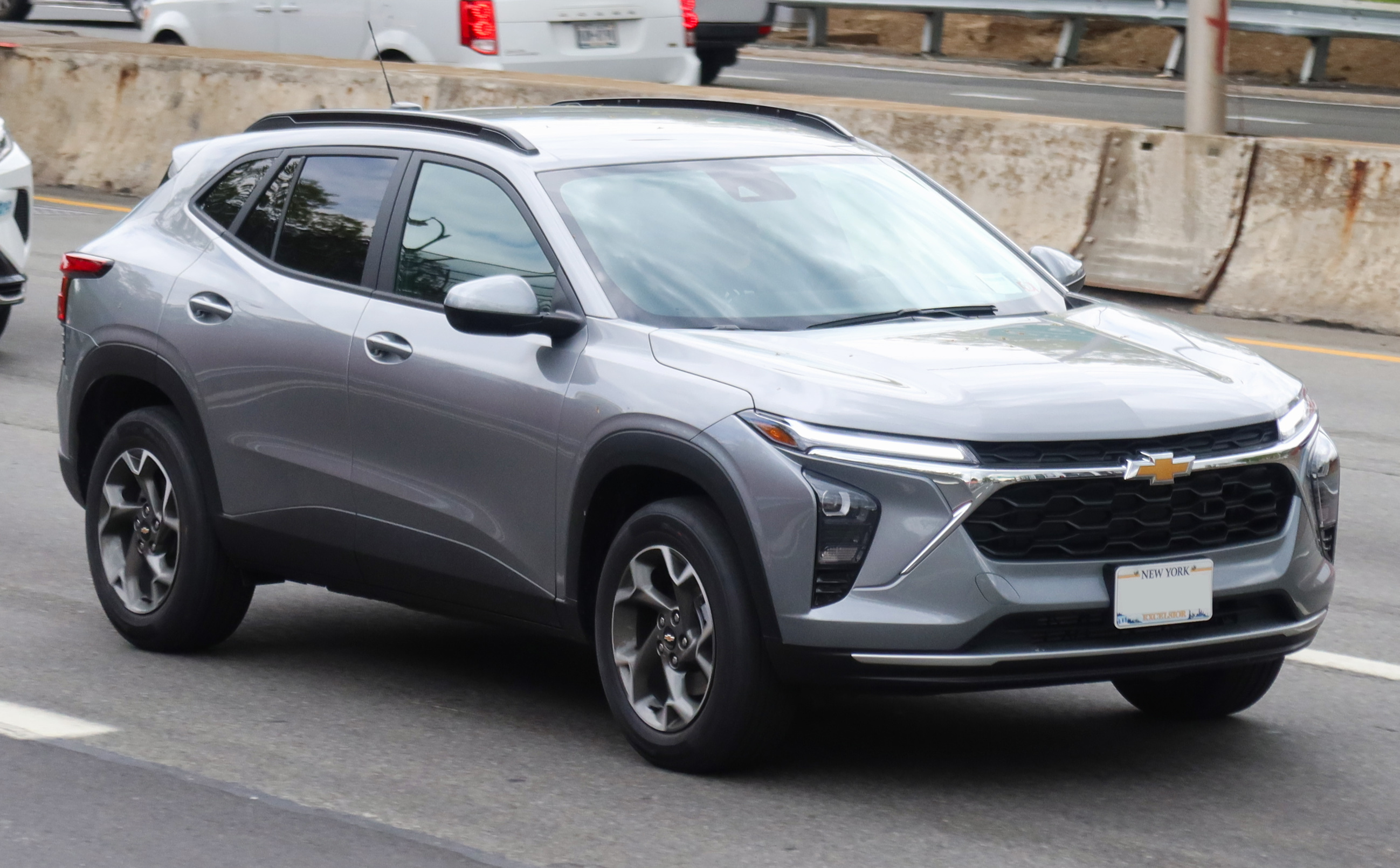
Chevrolet Trax (seit 2023)

Der Chevrolet Seeker ist ein Sport Utility Vehicle von SAIC General Motors, das seit 2022 unter der Marke Chevrolet in der Volksrepublik China vermarktet wird.

## Geschichte
Vorgestellt wurde das 4,54 Meter lange Fahrzeug im April 2022. Die Öffentlichkeitspremiere erfolgte im August 2022 im Rahmen der Chengdu Auto Show. Seit September 2022 wird der Wagen auf dem chinesischen Markt verkauft. Es stehen dort fünf Ausstattungsvarianten zur Wahl. In Nordamerika wird die Baureihe seit Frühjahr 2023 als zweite Generation des Chevrolet Trax vermarktet. Diese Version wird nicht in China, sondern in Südkorea produziert.
Die technische Basis teilt sich der Seeker mit dem Buick Envista.

## Technische Daten
Angetrieben wird das SUV wie auch der Buick Envista von einem aufgeladenen 1,5-Liter-Ottomotor mit einer maximalen Leistung von 135 kW (184 PS). Es hat ausschließlich Vorderradantrieb und ein stufenloses Getriebe. Von 0 auf 100 km/h soll der Seeker in 7,9 Sekunden beschleunigen, die Höchstgeschwindigkeit wird mit 205 km/h angegeben.
|                                            | 1.5T                   |
| ------------------------------------------ | ---------------------- |
| Bauzeitraum                                | seit 09/2022           |
| Motorkenndaten                             |                        |
| Motorart                                   | Ottomotor              |
| Motorbauart                                | R4                     |
| Hubraum                                    | 1498 cm³               |
| max. Leistung bei min−1                    | 135 kW (184 PS) / 5500 |
| max. Drehmoment bei min−1                  | 250 Nm / 1500–5000     |
| Kraftübertragung                           |                        |
| Antrieb                                    | Vorderradantrieb       |
| Getriebe                                   | Stufenloses Getriebe   |
| Messwerte                                  |                        |
| Höchstgeschwindigkeit                      | 205 km/h               |
| Beschleunigung, 0–100 km/h                 | 7,9 s                  |
| Leergewicht                                | 1410 kg                |
| Kraftstoffverbrauch auf 100 km, kombiniert | 6,5–6,6 l Super        |
| Tankinhalt                                 | 50 l                   |
| Abgasnorm                                  | China VI               |